# Sueño de amor (telenovela de 1993)
Sueño de amor es una telenovela mexicana producida y dirigida por José Rendón para la cadena Televisa, que se transmitió por El Canal de las Estrellas entre el 17 de mayo y el 20 de agosto de 1993. Fue protagonizada por Omar Fierro y Angélica Rivera, con las participaciones antagónicas de Sergio Basáñez, Cynthia Klitbo, el primer actor Fernando Luján, la primera actriz Malena Doria, Héctor Suárez Gomís y Guillermo Zarur. Está basada en la radionovela La gata, original de Inés Rodena.

## Sinopsis
Las diferencias sociales y la maldad de una mujer impiden que la dulce Isabel encuentre a su sueño de amor. Dos hombres luchan por su amor: Mauricio, un hombre rico, agradable y sensible, que quiere convertirla en una artista de concierto, y Antonio, un vecino pobre que logra obtener un título en Derecho. Isabel se casa con Mauricio, pero su familia se opone y la echa de la casa. Más tarde, Isabel descubre la verdadera personalidad de su marido: débil, histérico e incapaz de superar las dificultades de la vida; además, es muy celoso. 
Isabel fue criada en la pobreza por su abuelo enfermo, Anselmo, y su esposa, la malvada Aurelia, quien en realidad tiene escondida una gran fortuna, producto de sus actividades como usurera. Aurelia prometió a Nacho, un borracho, que se casaría con Isabel a cambio de dinero. Después de la boda por orden de Aurelia, la pandilla de Poncho secuestra a Isabel y la lleva a Nacho para que él la viole. Pero cuando Isabel peleó con Nacho, alguien disparó y asesinó a Nacho y después desapareció su cuerpo... Entonces Isabel es acusada de asesinato y está detenida y sola. Mauricio la abandona y vuelve a vivir con su familia. Sólo Antonio cree en su inocencia y la defiende en el proceso. Ella será absuelta, su matrimonio será anulado y ella encontrará su "sueño de amor" con Antonio.

## Elenco
- Angélica Rivera - Isabel González Hernández | Erika de la Cruz
- Omar Fierro - Antonio Montenegro
- Sergio Basáñez - Mauricio Montenegro Ferrer
- Fernando Luján† - Ernesto Montenegro
- Cynthia Klitbo - Ana Luisa Montenegro Ferrer
- Guillermo Zarur† - Nacho Pilar
- Malena Doria† - Aurelia Reyes Gómez de Hernández
- Tony Carbajal† - Anselmo Hernández
- Tony Bravo - Carlo Lombardo
- Héctor Suárez Gomís - Poncho Vera
- María Fernanda García - Ligia Escalante
- Meche Barba - Teresa
- Rosangela Balbó† - Marcela Ferrer de Montenegro
- Bruno Bichir - Franco Giordano
- Eugenio Cobo - Federico
- Laura Martí - Nora "La Chikis"
- Rafael Banquells Jr. - Manuel
- Fidel Garriga† - Adrián
- María Prado - María
- Francisco Avendaño - Armando
- Raúl Azkenazi
- Rosa María Bianchi
- José Luis Almada
- Alfonso Barclay
- Oswaldo Doria
- Jackeline Gibbs
- Tony Marcín - Rocío
- Fernando Montenegro
- Sara Montes
- Héctor Rubio
- Atenea Theodorakis
- Mónica Valdés
- Indra Zuno - Yarisell
- Cecilia Gabriela

## Equipo de producción
- Una historia de: Carmen Daniels
- Basado en el original de: Inés Rodena
- Adaptación libre: Ximena Suárez
- Tema: Sueño de amor
- Autor: Franz Liszt
- Música original: Jorge Avendaño
- Escenografía: Miguel Ángel Medina, José Guadalupe Soriano
- Ambientación: Gabriela Lozano
- Coordinador de producción: Víctor Manuel Ceballos
- Gerente de producción: Roberto Hernández Vázquez
- Director de cámaras: Jorge Miguel Valdés
- Directora adjunta: Guenia Mar
- Productor y director general: José Rendón

## Premios y nominaciones

### Premios TVyNovelas 1994
| Categoría                 | Nominada        | Resultado |
| ------------------------- | --------------- | --------- |
| Mejor revelación femenina | Angélica Rivera | Nominada  |

## Enlaces
- Página de alma-latina.net
- Página de IMDb

- Datos: Q4189489